# Арктандер (тауншип)
Арктандер (англ. Arctander) — тауншип в округе Кандийохай, Миннесота, США. На 2000 год его население составило 401 человек.

## География
По данным Бюро переписи населения США площадь тауншипа составляет 93,4 км², из которых 89,2 км² занимает суша, а 4,2 км² — вода (4,52 %).

## Демография
По данным переписи населения 2000 года здесь находились 401 человек, 145 домохозяйств и 117 семей.  Плотность населения —  4,5 чел./км².  На территории тауншипа расположено 187 построек со средней плотностью 2,1 построек на один квадратный километр. Расовый состав населения: 98,00 % белых, 0,25 % афроамериканцев, 0,50 % азиатов и 1,25 % приходится на две или более других рас. Испанцы или латиноамериканцы любой расы составляли 0,25 % от популяции тауншипа.
Из 145 домохозяйств в 36,6 % воспитывались дети до 18 лет, в 76,6 % проживали супружеские пары, в 0,7 % проживали незамужние женщины и в 19,3 % домохозяйств проживали несемейные люди. 16,6 % домохозяйств состояли из одного человека, при том 8,3 % из — одиноких пожилых людей старше 65 лет. Средний размер домохозяйства — 2,77, а семьи — 3,13 человека.
26,4 % населения — младше 18 лет, 7,5 % — в возрасте от 18 до 24 лет, 25,4 % — от 25 до 44, 23,9 % — от 45 до 64, и 16,7 % — старше 65 лет. Средний возраст — 39 лет. На каждые 100 женщин приходилось 109,9 мужчин.  На каждые 100 женщин старше 18 приходилось 116,9 мужчин.
Средний годовой доход домохозяйства составлял 42 656 долларов, а средний годовой доход семьи —  46 875 долларов. Средний доход мужчин —  32 639  долларов, в то время как у женщин — 20 972. Доход на душу населения составил 17 848 долларов. За чертой бедности находились 8,3 % семей и 5,1 % всего населения тауншипа, из которых 23,6 % старше 65 лет.